# Vellozia compacta
Vellozia compacta är en enhjärtbladig växtart som beskrevs av Carl Friedrich Philipp von Martius. Vellozia compacta ingår i släktet Vellozia och familjen Velloziaceae. Inga underarter finns listade.